# 성남시 분당구 (선거구)
성남시 분당구는 대한민국의 옛 국회의원 선거구이다. 당시 경기도 성남시 분당구 지역을 관할했다.

## 역사
제15대 국회의원 선거를 앞두고 성남시 중원구·분당구 선거구에서 분리되면서 신설되었다.
제16대 국회의원 선거를 앞두고 성남시 분당구 선거구가 갑, 을로 분구되면서 폐지되었다.

## 역대 국회의원
| 선거   | 정당 | 정당     | 의원   |
| ------ | ---- | -------- | ------ |
| 1996년 |      | 신한국당 | 오세응 |

## 역대 선거 결과

### 대한민국 제15대 국회의원 선거
|  | 33.06% |

|  | 25.58% |

|  | 19.46% |

|  | 18.93% |

|  | 1.85% |

|  | 1.11% |